# Йероним от Кардия
Йероним от Кардия е древногръцки военачалник и историк от град Кардия. Той е съвременник на Александър Македонски, след чиято смърт е на служба при Антигонидите. Автор е на история на диадохите и техните наследници, която е един от основните източници на Диодор Сицилийски.